# General Bernardino Caballero
General Bernardino Caballero (appelé aussi Caballero) est une ville paraguayenne, chef-lieu d'un district homonyme, située dans le département de Paraguarí.

## Géographie
La ville est située au nord-ouest du département de Paraguarí, à 100 km à l'est d'Asuncion. Le district s'étend sur 162 km2.

## Histoire
Le district est fondé le 30 août 1902 par le président Andrés Héctor Carvallo et prend le nom du général Bernardino Caballero, président du pays de 1880 à 1886.